# Buszno
Buszno – jezioro w województwie lubuskim, w powiecie sulęcińskim, w gminie Sulęcin. Jezioro znajduje się na terenie poligonu wojskowego i jest w dyspozycji MON.

## Położenie i charakterystyka
Jezioro Buszno leży w gminie Sulęcin, na północ od Łagowa. Jezioro ma wydłużony kształt, rozciąga się z północnego wschodu na południowy zachód. Jego linia brzegowa jest dość dobrze rozwinięta, brzegi pagórkowate, miejscami strome, północno-wschodni kraniec bardziej płaski. Roślinność wynurzona (pałka i trzcina pospolita) porasta wokół niemal całej linii brzegowej, z wyjątkiem brzegu północno-wschodniego, gdzie znajduje się plaża. Roślinność zanurzona (ramienice i rogatek) rozmieszczona jest podobnie. Dopływ i odpływ z jeziora Buszno to ciek o nazwie Jeziorna, biorący początek z położonego tuż obok jeziora Buszenko. Całość terenu znajduje się na poligonie wojskowym, wejście wymaga zezwolenia odpowiednich służb wojskowych.

## Hydronimia
Do 1945 roku jezioro nazywane było Grosser Bechen See. Obecna nazwa została wprowadzona urzędowo 17 września 1949 roku.

## Morfometria
Według danych Instytutu Rybactwa Śródlądowego powierzchnia zwierciadła wody jeziora wynosi 51,4 ha. Średnia głębokość zbiornika wodnego to 12,2 m, a maksymalna – 36,0 m. Lustro wody znajduje się na wysokości 131,0 m n.p.m. Objętość jeziora wynosi 6 273,9 tys. m³. Natomiast A. Choiński szacuje wielkość jeziora na 57,5 ha.
Według Mapy Podziału Hydrograficznego Polski jezioro leży na terenie zlewni dziewiątego poziomu Zlewnia jez. Buszno. Identyfikator MPHP to 187895213. Powierzchnia zlewni jeziora wynosi 16,9 km².

## Zagospodarowanie
Administratorem wód jeziora jest Regionalny Zarząd Gospodarki Wodnej w Poznaniu. Utworzył on obwód rybacki, który obejmuje wody jezior Buszno i Buszenko wraz z wodami cieku Struga Jeziorna na odcinku od jego źródeł do osi podłużnej mostu na drodze powiatowej Trzemeszno Lubuskie – Wielowieś (obwód rybacki jeziora Buszno na cieku Struga Jeziorna – nr 1). Gospodarka rybacka na jeziorze nie jest prowadzona, lecz dozwolone jest wędkowanie przez posiadaczy przepustki oraz karty wędkarskiej.
Jezioro leży na terenie poligonu wojskowego. Na jego brzegu i wodach zlokalizowana jest strzelnica do strzelań nawodnych. Jezioro pełni również funkcje rekreacyjne. Niestrzeżona plaża zlokalizowana jest na terenie strzelnicy i korzystanie z niej przez osoby cywilne jest możliwe w przypadku braku ćwiczeń wojskowych.

## Czystość wód i ochrona środowiska

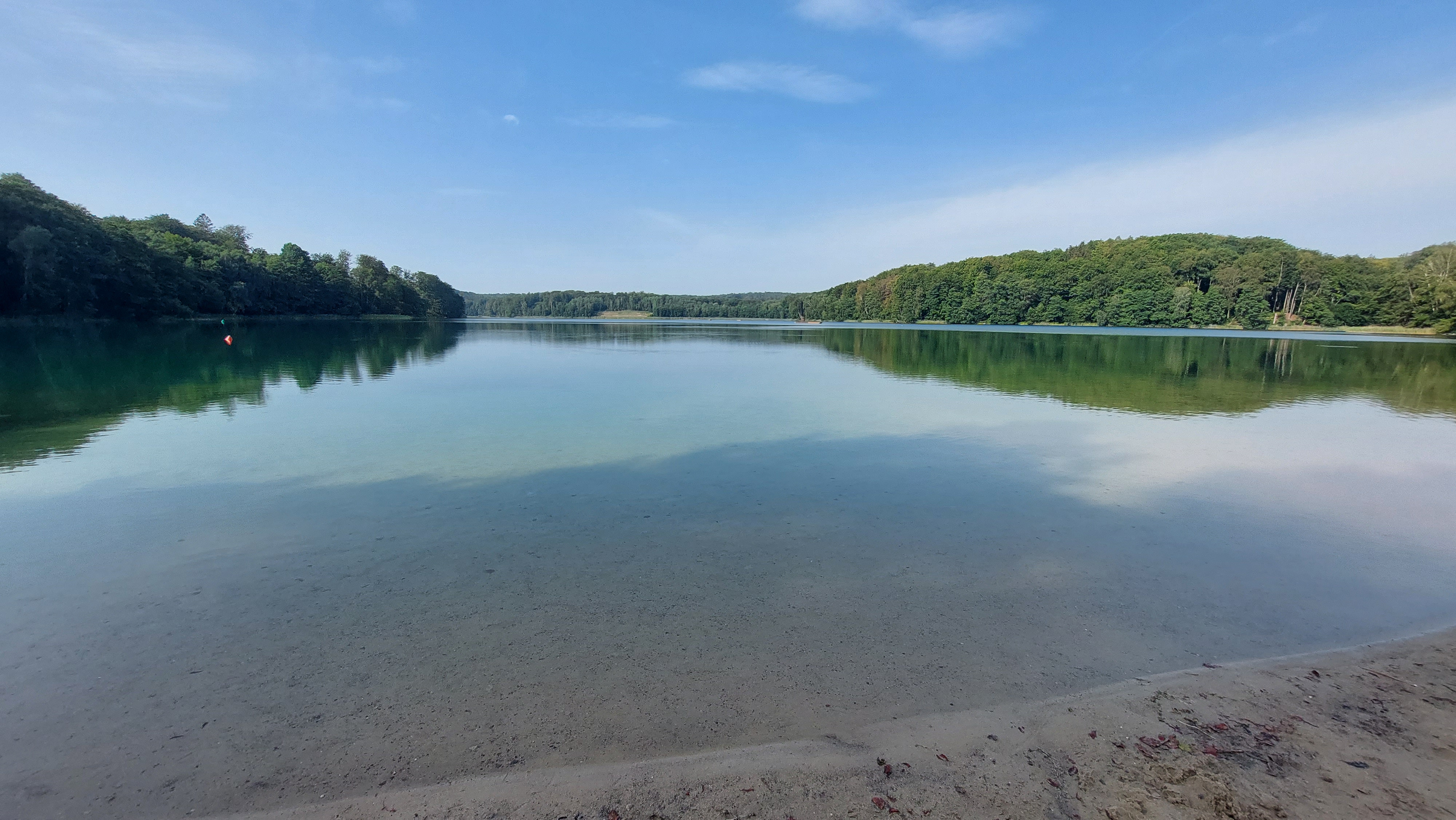
Jezioro Buszno widok z plaży

Jezioro nie ma rejestrowanych punktowych źródeł zanieczyszczeń ani nad jeziorem, ani w obrębie zlewni. Jezioro jest odporne na degradację i zostało zaliczone do I kategorii. Przewaga lasów w zlewni bezpośredniej i bardzo wysoka głębokość średnia przyczynia się do naturalnej odporności zbiornika. Badania jeziora Buszno przeprowadzone przez WIOŚ w Zielonej Górze Delegatura w Gorzowie wiosną i latem 2006 roku wykazały niewielkie odchylenia wskaźników czystości wód od norm I klasy czystości. Wśród wskaźników niespełniających norm I klasy, wskazano między innymi bardzo wysoką zawartość składników mineralnych wpływających na podwyższoną przewodność elektrolityczną wód jeziora oraz wysoką zawartość fosforanów w strefie nadennej. Jezioro w okresie letnim charakteryzuje się wyraźną stratyfikacją. Jakość wód jeziora jest uzależniona m.in. od charakteru wód położonego wyżej jeziora Buszenko. Najnowsze badania z 2016 roku zaliczyły wody jeziora do II klasy jakości. Przeźroczystość wody wynosiła 465 cm, co wskazuje na niewielką produkcję pierwotną w jeziorze, w tym bardzo niską ilość chlorofilu-A.
Jezioro leży na terenie Łagowsko-Sulęcińskiego Parku Krajobrazowego oraz na obszarach Natura 2000 o nazwie Buczyny Łagowsko-Sulęcińskie. Kilkaset metrów na północny wschód od jeziora znajduje się użytek ekologiczny o nazwie Mszar Wełniakowy, będący torfowiskiem położonym w bezodpływowej niecce. Nad jeziorem przy ujściu Jeziornej znajdowało się stanowisko nasięźrzała pospolitego.

## Obiekt 3003
Do 1991 roku w pobliżu jeziora znajdowała się jedna z trzech tajnych baz magazynowych Armii Czerwonej o nazwie Obiekt 3003. W miejscu tym składowano głowice jądrowe. Pozostałe dwie bazy znajdowały się w Podborsku i Brzeźnicy-Koloni. Pozostałości instalacji poradzieckich zostały usunięte w 2011 roku.